# Marpissa sulcosa
Marpissa sulcosa är en spindelart som beskrevs av Barnes 1958. Marpissa sulcosa ingår i släktet Marpissa och familjen hoppspindlar. Inga underarter finns listade i Catalogue of Life.